# چشر (ماساچوست)
چشیر، ماساچوست
چشیر (به انگلیسی: Cheshire) شهرکی در شهرستان برکشایر ایالت ماساچوست می‌باشد که در سال ۱۷۹۳ بنیان‌گذاری شده‌است. این شهرک در سرشماری سال ۲۰۱۰ میلادی، ۳٬۲۳۵ نفر جمعیت داشته‌است.